# Karacaören (Kars)
Karacaören (alter Name: Nowoestonskoje, „Neu-Estland“) ist ein Dorf im Landkreis Kars der türkischen Provinz Kars; es ist landesweit als das Deutsche Dorf in der Türkei (türkisch Türkiye'deki Alman köyü) bekannt, weil hier bis in die zweite Hälfte des 20. Jahrhunderts mehrheitlich von ihrer Umgebung als Deutsche angesehene Esten, mutmaßlich aber auch Deutsche lebten, die ursprünglich aus benachbarten Ansiedlungen kamen. Heute leben hier überwiegend türkische Aleviten, allerdings ist auch bis heute noch eine evangelisch-lutherische Familie estnischer Herkunft verblieben.
Die Ortschaft Nowoestonskoje wurde während der ab 1878 bestehenden Herrschaft des Russischen Kaiserreiches durch die Ansiedlung von Familien aus dem Kreis Wierland im Nordosten des damaligen Gouvernements Estland im Mai 1886 gegründet. Eine Kirche wurde hierbei errichtet. Nach dem Friedensvertrag von Brest-Litowsk 1918 wurde die Ortschaft vom Osmanischen Reich als Teil der Elviye-i Selâse annektiert, kam nach dem Waffenstillstand von Moudros im selben Jahr unter alliierte Besatzung und wurde im Vertrag von Sèvres 1920 an das zwischenzeitlich unabhängige Armenien (ab 1918 Demokratische Republik). Während des Türkisch-Armenischen Krieges wurde es mit der gesamten Region im Herbst 1920 von türkischen Truppen erobert und kam mit dem Vertrag von Kars 1921 auch de jure zur Türkei. Nach dem Zweiten Weltkrieg gingen einige Familien in die Sowjetunion. Durch das Anwerbeabkommen mit Westdeutschland am Anfang der 1960er Jahre wanderten viele der estnischen Einwohner zusammen mit anderen, darunter auch deutschstämmigen Personen aus den Provinzen Kars und Ardahan, türkischen Staatsbürgern in die Bundesrepublik Deutschland aus. Die estnische Volksgruppe im Dorf wurde 1966 vom schwedisch-estnischen Forscher Paavo Roos entdeckt und wissenschaftlich beschrieben; sein Bruder Aarand Roos zeichnete von 1967 bis 1974 die Situation des Dorfes auf. Im 20. Jahrhundert wurde der Name der Ortschaft türkisiert und in Karacaviran umbenannt. Der Musiker Barış Manço besuchte das Dorf in den 1990er Jahren und machte es der türkischen Öffentlichkeit bekannt.